# Mario Corvolan Masson
Mario Corvolan Masson je čileanski povjesničar.
Pisao je o povijesti hrvatskog iseljeništva na sjeveru Čilea.